# Nad Hrádeckým rybníkem
Rybník nad Hrádeckým rybníkem je lesní rybníček zhruba obdélníkovitého tvaru o rozloze asi 0,6 ha, který leží na Jabkenickém potoce v Jabkenické oboře asi 1,6 km východně od centra obce Jabkenice v okrese Mladá Boleslav. Rybník nad Hrádeckým rybníkem je součástí rybniční soustavy sestávající z pěti větších rybníků v pořadí od pramene potoka: Křinecký rybník, Vidlák, Hrádecký rybník, Štičí rybník a  Mlýnský rybník (leží již vně Jabkenické obory). Součástí této rybniční soustavy je i několik menších rybníčků je na vedlejších přítocích. Rybniční soustava v Jabkenické oboře je zakreslena již na mapovém listě č. 76 z I. vojenského mapování z let 1764–1783. Na ostrůvku se nalézá lovecký altán.
Rybník je využíván pro chov ryb.

## Galerie

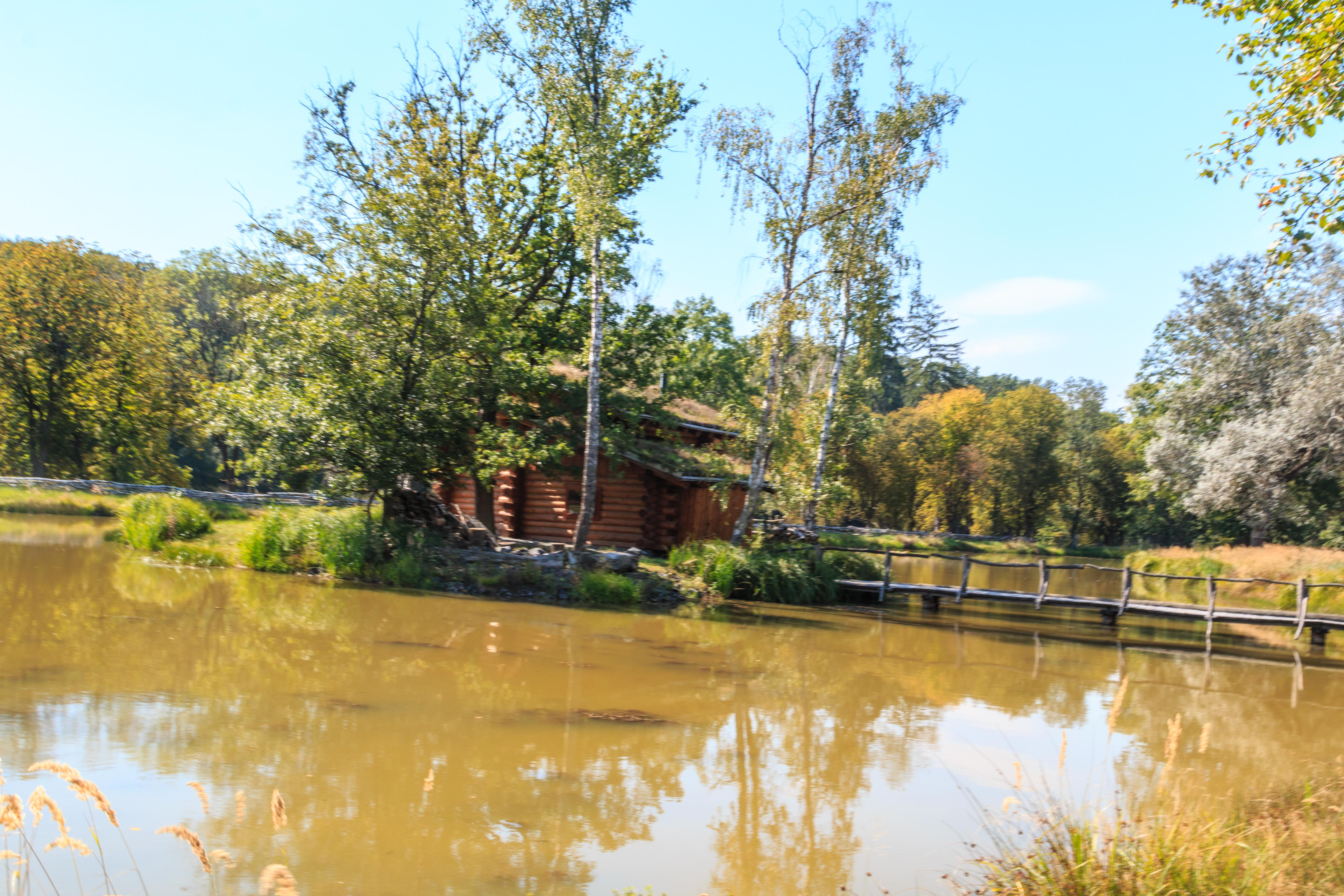
Altán na ostrůvku  a rybníce nad hrádeckým rybníkem
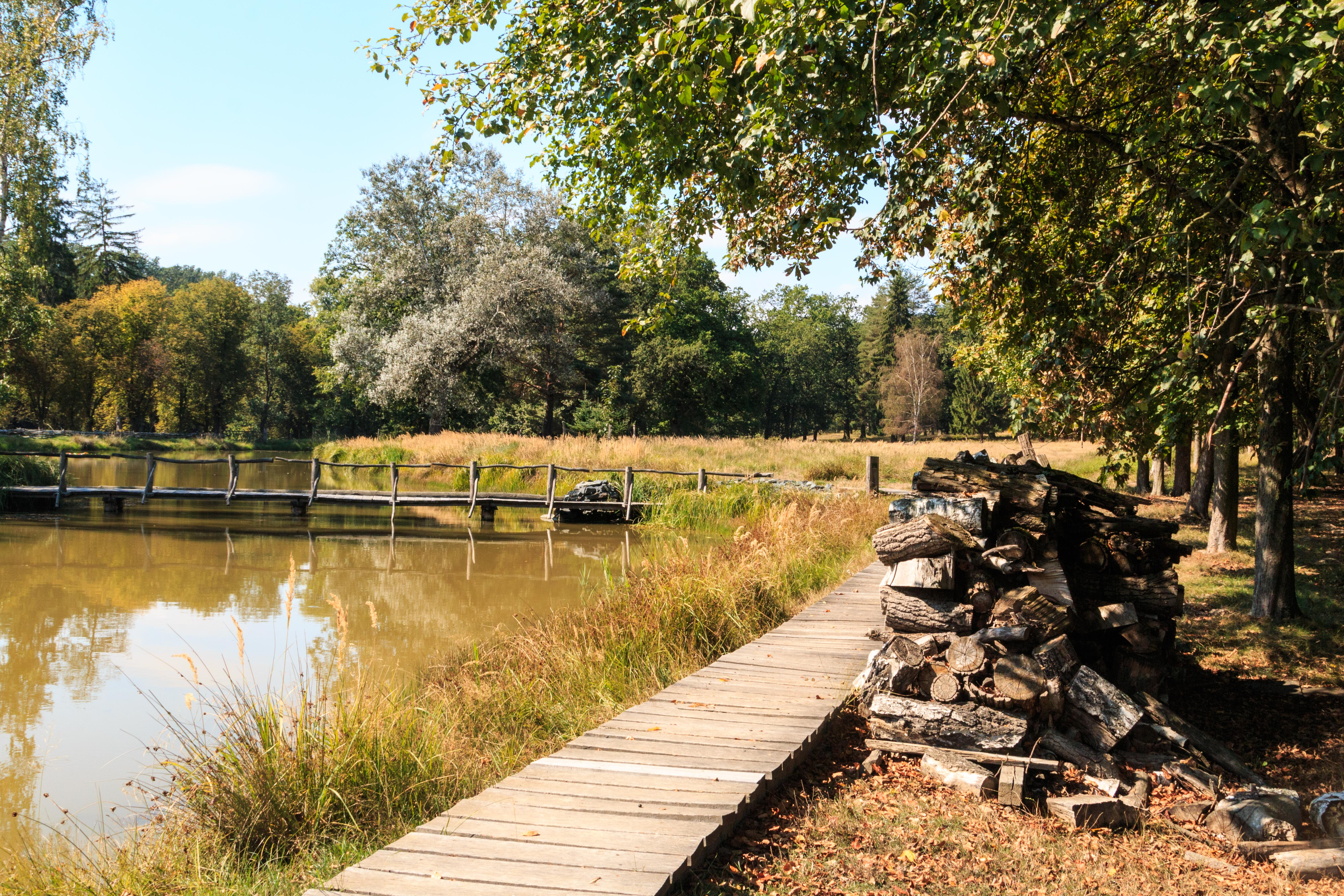
rybník nad Hrádeckým rybníkem v Jabkenické oboře